# ヤングライオン
ヤングライオン（Young Lion）は、新日本プロレスに所属する若手プロレスラーの通称であり、おおよそデビュー3年目あたりまでの選手を指す。新日本プロレスでのデビュー後、一定期間この称号が与えられる。同団体のシンボルマークであるライオンにちなみ、この名前が付けられている。

## 概要
試合やトレーニングのかたわら、道場隣接の選手寮に居住しながら掃除・洗濯・炊事などの雑務をこなし、興行時は先輩レスラーの荷物運び、リングや客席の設営・撤収、興行中は選手が脱いだ入場コスチュームの片付け、場外乱闘時の観客の安全確保・誘導などを行う。
そのヤングライオンたちのリーグ戦をヤングライオン杯争奪リーグ戦といい、若手エースを目指す選手たちの登竜門として知られる。同杯はヤングライオンの充足率が高い年に開催される。生え抜きでない若手選手は定義域に入らないが、オカダ・カズチカのように入団後再デビューを選択した選手はヤングライオンとなる。
ヤングライオン同士の試合は全力疾走での入場や、エルボー、ドロップキック、ボディスラムなどの基本技で構成し、最後は逆エビ固めで決着するのが慣例となっており、成長とともに大技やオリジナル技を身につけていく。対戦する先輩レスラーは実力の違いを見せつけるために、あえてフィニッシュホールドを使用せず、逆エビ固めや繋ぎ技でフィニッシュさせる事が多い。

### 弊害
前述の技の制限やコスチュームの統一は、基礎的な技や動き、序盤の展開、終盤の展開などの判断を身につかせるための制限であるとされるが、高木三四郎は「技術はきめ細かくなる」一方で「個性という部分では弱くなる」と弊害があると指摘する。

## コスチューム
試合時は黒色のショートタイツとリングシューズの、いわゆる「ストロングスタイルの象徴」が一般的である。ただし、中西学（アマレス・バルセロナ五輪出場）や中邑真輔（アマレス、総合格闘技）、高橋裕二郎（アマレス・インカレ出場）など、他格闘技で大きな実績を持つ者に対しては変則的である。
ヤングライオン＝黒ショートタイツというイメージは1990年代以降の慣例であり、それ以前はロングタイツの山田恵一、赤いショートタイツであった飯塚孝之、青いショートタイツが主であった鈴木実など、比較的バラエティーに富んでいた。第三世代においても、小原道由や西村修は若手時期の多くをカラーのショートタイツで試合をしている。

## 卒業
ヤングライオンは先述の通り、デビューから約3年までの選手を指す。しかし、デビューから3年経てば自動的に昇格するわけではない。後輩デビューの少なかった吉江豊は、約5年間ヤングライオンと言われる期間を過ごした。
多くの場合、海外遠征に行くことで「卒業」と定義されるが、キャリアのある再デビュー選手などはこの限りでない。

## 一覧
2024年10月31日現在のヤングライオンは以下のとおり。
野毛道場
- 中島佑斗（海外遠征中） - 2021年2月14日デビュー
- オスカー・ロイベ（海外遠征中） - 2022年11月20日デビュー
- 嘉藤匠馬 - 2023年11月20日デビュー
- 村島克哉 - 2023年11月21日デビュー
- 安田優虎 - 2024年6月16日デビュー
- 永井大貴 - 2024年6月16日デビュー
- ゼイン・ジェイ - 2025年6月18日日本デビュー
- 松本達哉 - 2025年6月18日デビュー

NZ DOJO
- マイケル・リチャーズ
- アンドリュー・ヴィラロボス
- ジェイク・テイラー

## 入場曲
- DASH（北村陽之介）

2016年以降デビューする選手に統一して使用される曲。
- YOUNG LION LOS

LA道場所属選手が使用。『NJPWグレイテストミュージックVIII』収録。